# Pinedjem II
Pinedjem II, hoặc Pinudjem II, là một Đại tư tế của Amun tại Thebes trong lịch sử Ai Cập cổ đại. Ông là người cai trị trên thực tế của Thượng Ai Cập trong khoảng từ năm 990 đến 969 TCN, song song với 3 vị Pharaon ở Hạ Ai Cập: Amenemope, Osorkon Già và Siamun.
Pinedjem II kế vị người anh em là Smendes II, người chỉ cai trị được khoảng 2 năm. Sau đó, Pinedjem II được Psusennes III kế vị.

## Gia đình
Pinedjem II là con trai của Menkheperre, một Đại tư tế của Amun đã cai trị toàn bộ Thượng Ai Cập trước đó, và với công chúa Isetemkheb C, con gái của Pharaon Psusennes I. Psusennes I và Menkheperre lại là anh em ruột với nhau (đều là con của Pinedjem I), tức Menkheperre đã lấy cháu gái của mình làm vợ. Pinedjem II có hai người vợ được chứng thực rõ ràng, là:
- Isetemkheb D, chị em ruột với ông. Bà được đặt theo tên của mẹ là Isetemkheb C. Những người con (có lẽ) do bà sinh:
  - Psusennes II, Pharaon cuối cùng của Vương triều thứ 21[1].
  - Harweben và Maatkare, hai nữ tư tế Amun, đều được chôn tại Bab el-Gasus[3].
  - Henuttawy D, cũng là một nữ tư tế Amun, chỉ được biết qua một vài bức tượng shabti[4].
- Neskhons, vợ thứ, là con gái của Smendes II. Smendes II cũng là một người anh em với Pinedjem II, vì vậy Neskhons là cháu gái của Pinedjem[5]. Tên 4 người con của Neskhons với Pinedjem II được tìm thấy trên một tấm gỗ trong quan tài của bà.
  - 2 con trai: Tjanefer và Masaharta[6].
  - 2 con gái: Itawy and Nesitanebetashru[6]. Xác ướp và quan tài của Nesitanebetashru được phát hiện trong ngôi mộ DB320 cùng với mẹ[7].

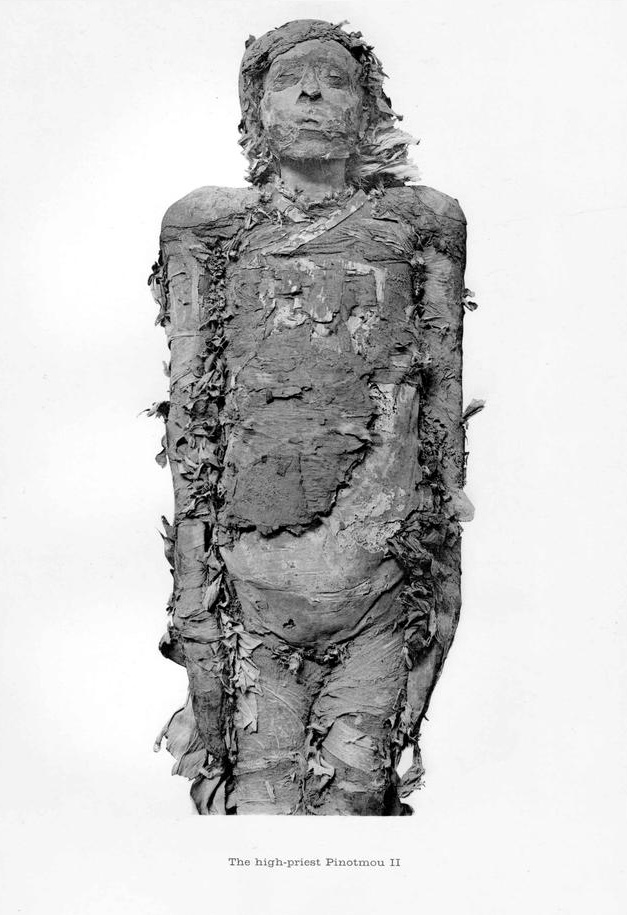
Xác ướp của Pinedjem II

Pinedjem II tự nhận là con trai của Đại tư tế Pinedjem I, theo một vài dòng văn tự cổ, nhưng đó có thể chỉ là một phép ẩn dụ nhằm ám chỉ việc kế thừa vị trí Đại tư tế hợp pháp của ông.

## Qua đời
Xác ướp của Pinedjem II và 2 người vợ cũng được phát hiện trong ngôi mộ DB320 tại Deir el-Bahari. Dựa trên một mảnh vỡ bằng đá vôi tại Karnak, Pinedjem II mất vào năm trị vì thứ 10 của vua Siamun.

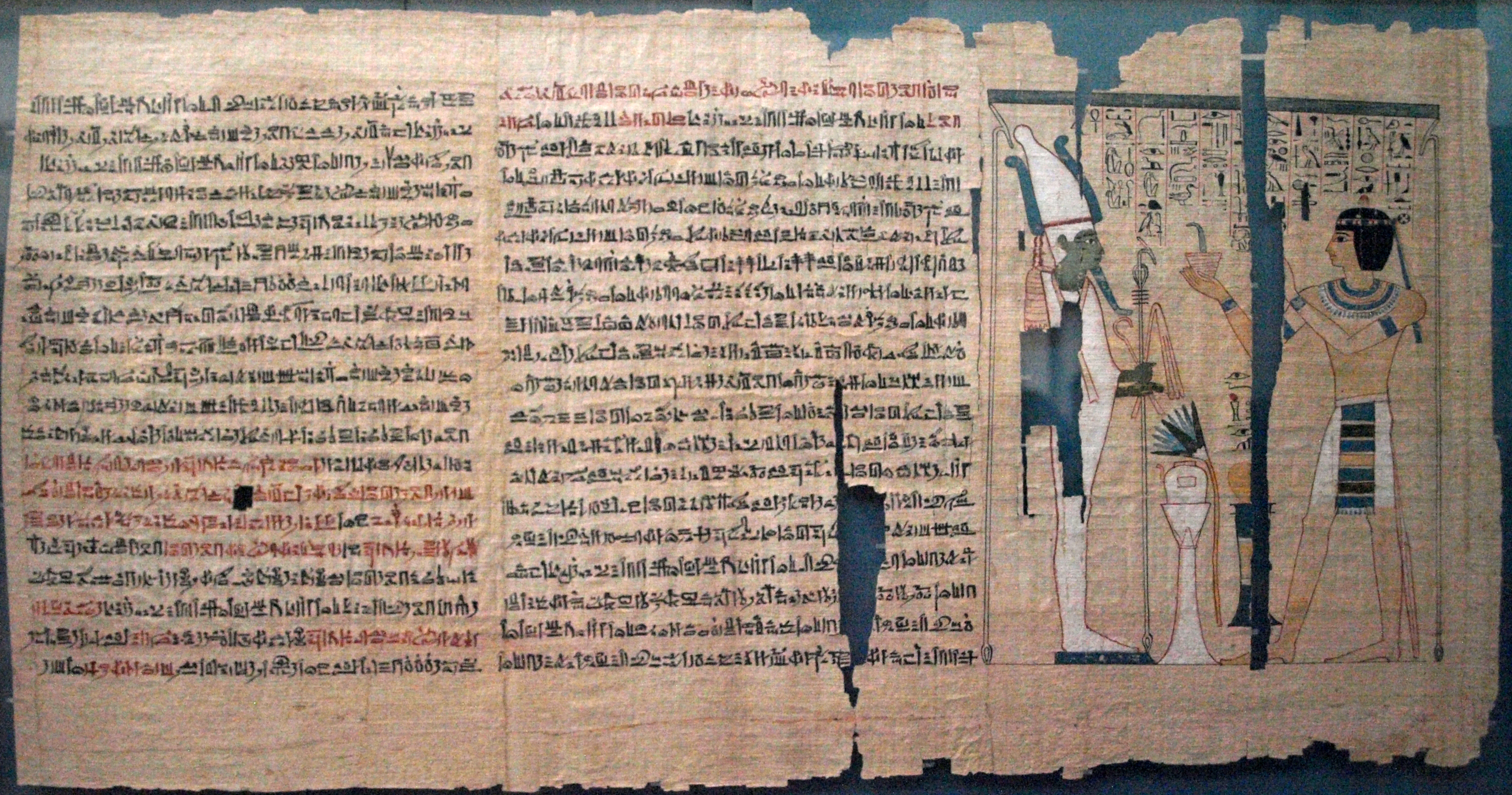
Cuộn giấy cói Quyển sách của cái chết